# Lepthyphantes beshkovi
Lepthyphantes beshkovi este o specie de păianjeni din genul Lepthyphantes, familia Linyphiidae, descrisă de Deltshev, 1979. Conform Catalogue of Life specia Lepthyphantes beshkovi nu are subspecii cunoscute.